# Casabianca (Korsika)
Casabianca (korsisch A Casabianca) ist eine Gemeinde im französischen Département Haute-Corse auf der Insel Korsika. Sie gehört zum Kanton Casinca-Fiumalto im Arrondissement Corte. Das besiedelte Gebiet liegt durchschnittlich auf mehr als 600 Metern über dem Meeresspiegel. Nachbargemeinden sind Penta-Acquatella im Norden, Monte und Silvareccio im Nordosten, Piano im Osten, La Porta im Südosten, Quercitello im Süden, Poggio-Marinaccio im Südwesten, Giocatojo im Westen und Ortiporio im Nordwesten.

## Bevölkerungsentwicklung
| Jahr      | 1962 | 1968 | 1975 | 1982 | 1990 | 1999 | 2008 | 2016 |
| --------- | ---- | ---- | ---- | ---- | ---- | ---- | ---- | ---- |
| Einwohner | 85   | 72   | 57   | 57   | 36   | 68   | 84   | 87   |

## Sehenswürdigkeiten
- ehemaliges Kloster Saint-Antoine
- Verkündigungskirche (Église de l'Annonciation)

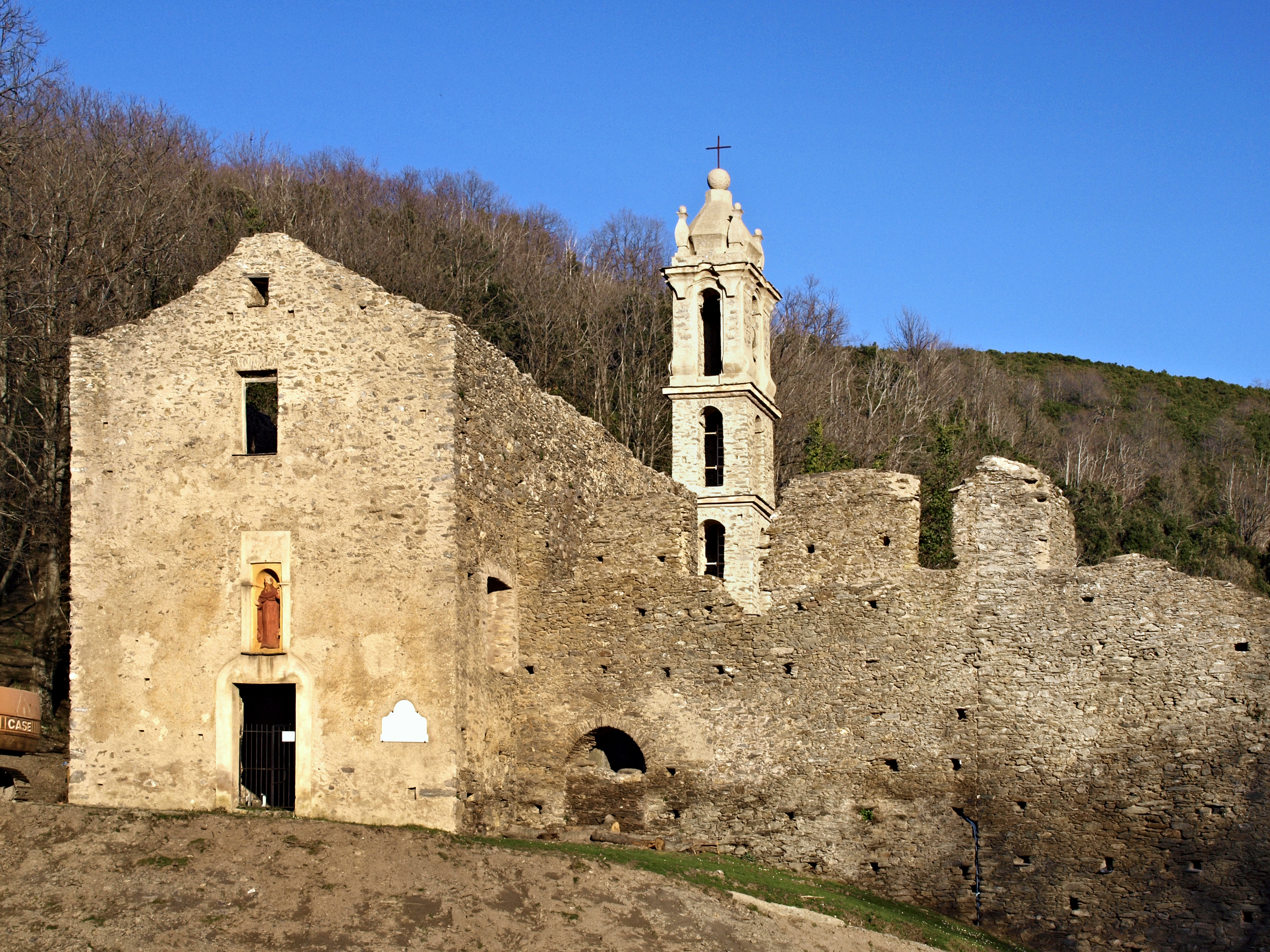
Ehemaliges Konvent Saint-Antoine

- Kapelle Saint-Michel